# Merosargus bequaerti
Merosargus bequaerti är en tvåvingeart som beskrevs av Charles Howard Curran 1928. Merosargus bequaerti ingår i släktet Merosargus och familjen vapenflugor. Inga underarter finns listade i Catalogue of Life.